# Дмитрівська сільська рада (Каховський район)
Дми́трівська сільська́ ра́да — адміністративно-територіальна одиниця та орган місцевого самоврядування в Каховському районі Херсонської області. Адміністративний центр — село Дмитрівка.

## Загальні відомості
- Територія ради: 47,94 км²
- Населення ради: 1 070 осіб (станом на 2001 рік)

## Населені пункти
Сільській раді були підпорядковані населені пункти:
- с. Дмитрівка
- с. Діброва

## Склад ради
Рада складалася з 14 депутатів та голови.
- Голова ради: Пелешок Олена Степанівна
- Секретар ради:

### Керівний склад попередніх скликань
| Прізвище, ім'я, по батькові   | Основні відомості                                    | Дата обрання | Дата звільнення |
| ----------------------------- | ---------------------------------------------------- | ------------ | --------------- |
| Зіненко Олексій Олександрович | Сільський голова, 1952 року народження, безпартійний | 26.03.2006   | 31.10.2010      |

Примітка: таблиця складена за даними сайту Верховної Ради України

### Депутати
За результатами місцевих виборів 2010 року депутатами ради стали:

#### За суб'єктами висування
| Суб'єкт висування                                       | Кількість обраних депутатів | %    |
| ------------------------------------------------------- | --------------------------- | ---- |
| Партія регіонів                                         | 9                           | 64,3 |
| Самовисування                                           | 4                           | 28,6 |
| Політична партія Всеукраїнське об'єднання «Батьківщина» | 1                           | 7,1  |

#### За округами
| № округу                                                | Прізвище, ім'я, по батькові      | Дата визнання обраним | Освіта  | Партійна приналежність                        | Відомості про обраного депутата                                                             |
| ------------------------------------------------------- | -------------------------------- | --------------------- | ------- | --------------------------------------------- | ------------------------------------------------------------------------------------------- |
| Партія регіонів                                         |                                  |                       |         |                                               |                                                                                             |
| 1                                                       | Дмитрієва Тетяна Ярославівна     | 01.11.2010            | вища    | член Партії регіонів                          | Дмитрівська загальноосвітня школа, завуч                                                    |
| 3                                                       | Пелешок Олена Степанівна         | 01.11.2010            | вища    | член Партії регіонів                          | Дмитрівська загальноосвітня школа, вчитель                                                  |
| 5                                                       | Голубєв Віталій Вікторович       | 01.11.2010            | вища    | член Партії регіонів                          | Дмитрівська загальноосвітня школа, вчитель                                                  |
| 6                                                       | Шаля Вікторія Іванівна           | 01.11.2010            | середня | член Партії регіонів                          | Дмитрівський фельдшерсько — акушерський пункт, фельдшер                                     |
| 7                                                       | Дегтярьова Людмила Володимирівна | 01.11.2010            | вища    | член Партії регіонів                          | Дмитрівська загальноосвітня школа, вчитель                                                  |
| 8                                                       | Конькова Оксана Миколаївна       | 01.11.2010            | вища    | член Партії регіонів                          | Дмитрівська загальноосвітня школа, вчитель                                                  |
| 9                                                       | Раілко Світлана Петрівна         | 01.11.2010            | вища    | член Партії регіонів                          | Дмитрівська загальноосвітня школа, вчитель                                                  |
| 10                                                      | Долинич Валентина Володимирівна  | 01.11.2010            | середня | член Партії регіонів                          | Дмитрівська загальноосвітня школа, охоронець                                                |
| 14                                                      | Розумей Ліна Вікторівна          | 01.11.2010            | середня | член Партії регіонів                          | Дібровський магазин, продавець                                                              |
| Політична партія Всеукраїнське об'єднання «Батьківщина» |                                  |                       |         |                                               |                                                                                             |
| 2                                                       | Куришко Олена Миколаївна         | 01.11.2010            | середня | член Всеукраїнського об'єднання «Батьківщина» | Дмитрівський дитячий садок, завідувачка                                                     |
| Самовисування                                           |                                  |                       |         |                                               |                                                                                             |
| 4                                                       | Іванюк Едуард Іванович           | 26.12.2010            | вища    | позапартійний                                 | тимчасово не працює                                                                         |
| 11                                                      | Пилипенко Світлана Андріївна     | 01.11.2010            | середня | позапартійна                                  | Дмитрівська сільська рада, спеціаліст категорії соціального захисту та військового облікуІІ |
| 12                                                      | Лобач Галина Ярославівна         | 01.11.2010            | середня | позапартійна                                  | Дмитрівська сільська рада, землевпорядник                                                   |
| 13                                                      | Гриша Людмила Степанівна         | 26.12.2010            | середня | позапартійна                                  | пенсіонер                                                                                   |